# Hydrophis inornatus
Espèce
Synonymes
- Chitulia inornata Gray, 1849
- Hydrophis inornata (Gray, 1849)
- Chitulia fasciata Gray, 1849
- Thalassophis schlegelii Schmidt, 1852
- Hydrophis controversus Jan, 1863
- Hydrophis longiceps Gûnther, 1864
- Distira cyanosoma Wall, 1913

Statut de conservation UICN

 DD  : Données insuffisantes
Hydrophis inornatus ou Hydrophide gris bleu est une espèce de serpents marins de la famille des Elapidae.

## Répartition
Cette espèce se rencontre dans l'océan Indien et l'océan Pacifique occidental dans les eaux de la Chine, des Philippines, de l'Indonésie, de l'Australie et du Sri Lanka. 

## Description
L'hydrophide gris bleu est un petit serpent de mer mesurant environ 70 cm. Le dessus de son corps est gris bleuté, ses flancs et son ventre sont blancs. Il a 60-65 bandes sombres.
Il se nourrit de petits poissons et de leurs œufs qu'il trouve dans les fonds meubles. 
On peut le confondre avec Hydrophis lamberti et Hydrophis ornatus.

## Publication originale
- Gray, 1849 : Catalogue of the specimens of snakes in the collection of the British Museum, London, p. 1-125 (texte intégral).